# Leptodesmus kalobatus
Leptodesmus kalobatus är en mångfotingart som beskrevs av Henri W. Brölemann 1919. Leptodesmus kalobatus ingår i släktet Leptodesmus och familjen Chelodesmidae. Inga underarter finns listade i Catalogue of Life.